# J. Holiday
J. Holiday (eigentlich Nahum Grymes; * 6. September 1982 in Washington, D.C.) ist ein US-amerikanischer R&B-Sänger.

## Leben und Wirken
Als Grymes elf war, starb sein Vater und seine Mutter – eine Pastorin – übernahm seine Erziehung. Bei einer Schultalentshow reifte bei ihm als 14-Jährigem der Entschluss, Sänger zu werden. Später ging er vorzeitig von der Schule und schloss sich einer Band namens 295 an. Trotz vielversprechender Anfänge löste sie sich 2003 auf und er begann eine Solokarriere. Von Anthony Tate entdeckt, bekam er einen Plattenvertrag bei Capitol Records und produzierte 2007 sein Debütalbum Back of My Lac’.
Bereits mit der Vorabsingle Bed konnte J. Holiday einen riesigen Erfolg feiern. Die Single wurde nicht nur eine R&B-Nummer-1, sondern erreichte in den US-Hot-100 Platz 5. Sogar in den britischen Charts konnte sich das Lied platzieren. Daraufhin schaffte es dann auch das Album auf Platz 5 der Verkaufscharts und wurde mit Gold ausgezeichnet. Auch die zweite Single Suffocate kam wieder unter die offiziellen Top 20.

## Diskografie
Alben
- Back of My Lac’ (2007)
- Round 2 (2009)
- Guilty Conscience (2014)

Singles
- Be with Me (2006)
- Bed (2007)
- Suffocate (2007)
- Come Here (2008)

Gastbeiträge
- I Won’t Tell – Fat Joe feat. J. Holiday
- Number 1 Fan – Plies feat. J.Holiday & Keyshia Cole
- Take it off – Lloyd feat. J. Holiday & Nicki Minaj

## Auszeichnungen für Musikverkäufe
| Goldene Schallplatte - Kanada - 2008: für den Ringtone Bed | Platin-Schallplatte - Neuseeland - 2024: für die Single Bed |

Anmerkung: Auszeichnungen in Ländern aus den Charttabellen bzw. Chartboxen sind in ebendiesen zu finden.
| Land/RegionAuszeichnungen für Musikverkäufe (Land/Region, Auszeichnungen, Verkäufe, Quellen) | Silber  | Gold     | Platin  | Verkäufe  | Quellen          |
| -------------------------------------------------------------------------------------------- | ------- | -------- | ------- | --------- | ---------------- |
| Kanada (MC)                                                                                  | —       | Gold1    | —       | 20.000    | musiccanada.com  |
| Neuseeland (RMNZ)                                                                            | —       | —        | Platin1 | 30.000    | radioscope.co.nz |
| Vereinigte Staaten (RIAA)                                                                    | —       | 3× Gold3 | —       | 1.500.000 | riaa.com         |
| Vereinigtes Königreich (BPI)                                                                 | Silber1 | —        | —       | 200.000   | bpi.co.uk        |
| Insgesamt                                                                                    | Silber1 | 4× Gold4 | Platin1 |           |                  |